# Adam Tochmański
Adam Tochmański (ur. 1963) – polski ekonomista.

## Życiorys
Absolwent Wydziału Nauk Ekonomicznych Uniwersytetu Warszawskiego.
Od 1987 r. pracuje w Narodowym Banku Polskim: 1987-1992 w Departamencie Analiz i Prognoz Ekonomicznych/Departamencie Analiz i Badań, 1992-1998 Dyrektor Departamentu Rachunków Banków, od 1998 - Dyrektor Departamentu Systemu Płatniczego i sekretarz Rady ds. Systemu Płatniczego.
Od 1994 r. reprezentuje NBP w Radzie Nadzorczej Krajowego Depozytu Papierów Wartościowych. Od 2008 przewodniczący Koalicji na Rzecz Obrotu Bezgotówkowego i Mikropłatności.
Według Dziennika Gazety Prawnej w 2011 był 17 pod względem wpływów ekonomistą w Polsce.